# Prêmio Jabuti

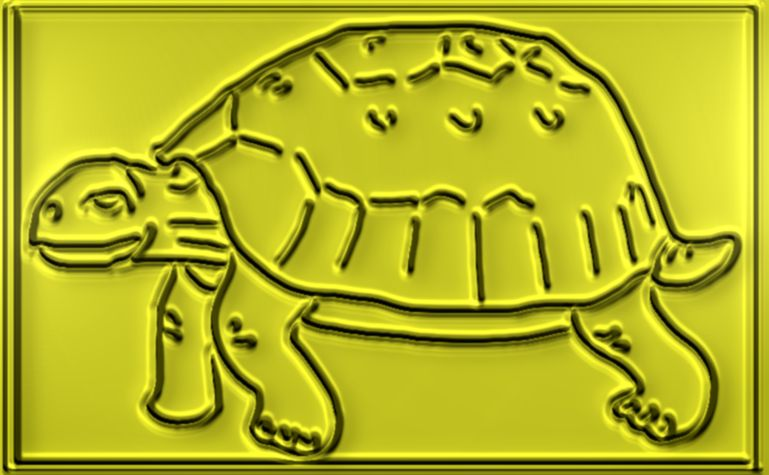
Jabuti (stilisiertes Logo)

Der Prêmio Jabuti de Literatura (Jabuti-Literaturpreis) ist der am häufigsten vergebene brasilianische Literaturpreis.
Der Jabuti-Preis wurde 1959 von Edgard Cavalheiro, dem damaligen Präsidenten der Brasilianischen Buchkammer Câmara Brasileira do Livro (CBL) ins Leben gerufen, um die brasilianische Literatur zu bereichern und zu stimulieren. Der Preis motiviert Leser und Literaturinteressierte genauso wie Autoren, Übersetzer und Illustratoren, Verleger, Verlagshäuser und Buchhandlungen, jährlich gemeinsam jeweils die besten Arbeiten in den etwa 30 Kategorien zu finden und auszuzeichnen. Auf Portugiesisch bedeutet jabuti „kleine Schildkröte“.

## Preisträger
Zu den Preisträgern zählen Maria Arminda do Nascimento Arruda, Manoel de Barros, Carlos Heitor Cony, Bernardo Carvalho, Geraldo Holanda Cavalcanti, Alberto Dines, Florestan Fernandes, Dalton Trevisan, Cecília Meireles, Ruy Castro, Rubem Fonseca, Rachel de Queiroz, Marina Colasanti, Chico Buarque, Ignácio de Loyola Brandão, Caco Barcellos, Gilberto Dimenstein, Isaias Pessotti, Lygia Bojunga Nunes, Sérgio Sant’Anna, Silviano Santiago, Moacyr Scliar, José Roberto Torero, João Silvério Trevisan, Clarice Lispector, Ana Miranda, Raduan Nassar und viele andere mehr.